# Kabinett Moro III
Das Kabinett Moro III wurde am 23. Februar 1966 durch Ministerpräsident Aldo Moro gebildet und befand sich bis zum 24. Juni 1968 im Amt. Es löste das zweite Kabinett Moro ab und wurde durch das zweite Kabinett Leone abgelöst.

## Kabinett

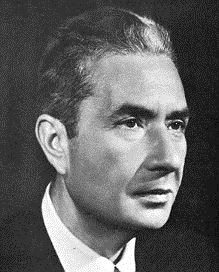
Aldo Moro

Dem Kabinett gehörten folgende Minister an:
| Amt                                                                       | Name                      | Parlamentsmandat        | Anmerkungen                               |
| ------------------------------------------------------------------------- | ------------------------- | ----------------------- | ----------------------------------------- |
| Ministerpräsident                                                         | Aldo Moro                 | Camera dei deputati     |                                           |
| Vizeministerpräsident                                                     | Pietro Nenni              | Camera dei deputati     |                                           |
| Minister ohne Geschäftsbereich für die Reform der öffentlichen Verwaltung | Virginio Bertinelli       |                         |                                           |
| Minister ohne Geschäftsbereich                                            | Pietro Nenni              | Camera dei deputati     |                                           |
| Minister ohne Geschäftsbereich für Süditalien                             | Giulio Pastore            | Camera dei deputati     |                                           |
| Minister ohne Geschäftsbereich                                            | Attilio Piccioni          | Senato della Repubblica |                                           |
| Minister ohne Geschäftsbereich für wissenschaftliche Forschung            | Leopoldo Rubinacci        |                         |                                           |
| Minister ohne Geschäftsbereich für die Beziehungen zum Parlament          | Giovanni Battista Scaglia | Camera dei deputati     |                                           |
| Außenminister                                                             | Amintore Fanfani          | Senato della Repubblica | Ende der Amtszeit am 5. Juni 1968         |
| Minister für Land- und Forstwirtschaft                                    | Francesco Restivo         | Camera dei deputati     |                                           |
| Minister für den Haushalt und Wirtschaftsprogramme                        | Giovanni Pieraccini       | Senato della Repubblica | Beginn der Amtszeit am 22. Februar 1967   |
| Außenhandelsminister                                                      | Giusto Tolloy             | Senato della Repubblica |                                           |
| Verteidigungsminister                                                     | Roberto Tremelloni        | Camera dei deputati     |                                           |
| Finanzminister                                                            | Luigi Preti               | Camera dei deputati     |                                           |
| Justizminister                                                            | Oronzo Reale              | Camera dei deputati     |                                           |
| Minister für Industrie, Handel und Handwerk                               | Giulio Andreotti          | Camera dei deputati     | Beginn der Amtszeit am 26. September 1966 |
| Innenminister                                                             | Emilio Paolo Taviani      | Camera dei deputati     |                                           |
| Minister für öffentliche Arbeiten                                         | Giacomo Mancini           | Camera dei deputati     |                                           |
| Minister für Arbeit und soziale Sicherheit                                | Giacinto Bosco            | Senato della Repubblica |                                           |
| Minister für die Handelsmarine                                            | Lorenzo Natali            | Camera dei deputati     |                                           |
| Minister für staatliche Beteiligungen                                     | Giorgio Bo                | Senato della Repubblica |                                           |
| Minister für Post und Telekommunikation                                   | Giovanni Spagnolli        | Senato della Repubblica |                                           |
| Minister für öffentlichen Unterricht                                      | Luigi Gui                 | Camera dei deputati     |                                           |
| Gesundheitsminister                                                       | Luigi Mariotti            | Camera dei deputati     |                                           |
| Schatzminister                                                            | Emilio Colombo            | Camera dei deputati     |                                           |
| Minister für Verkehr und Zivilluftfahrt                                   | Oscar Luigi Scalfaro      | Camera dei deputati     |                                           |
| Minister für Tourismus und Veranstaltungen                                | Achille Corona            | Camera dei deputati     |                                           |